# Papenvoort
Papenvoort est un hameau dans la commune néerlandaise d'Aa en Hunze, dans la province de Drenthe. Le 1er janvier 2008, le hameau comptait 48 habitants.